# Префектура Нара
Префекту́ра На́ра (яп. 奈良県, ならけん, МФА: [naɾa keɴ]?) — префектура в Японії, в регіоні Кінкі
.  Розташована в центральній частині острова Хоншю. Адміністративний центр префектури — Нара. Межує з префектурами Осака, Кіото, Міє та Вакаяма. Заснована 1871 року на основі провінція Ямато. Площа становить 3691,09 км². Станом на 1 серпня 2011 року в префектурі мешкало 1 395 300 осіб. Густота населення складала 378 осіб/км². Основою економіки є сільське господарство й туризм. 

## Загальні відомості
Префектура Нара розташована на сході Західної Японії, в південно-центральній частині регіону Кінкі. Північні райони Нари рівнинні, а південні — гористі. На відміну від більшості японських префектур вона не має виходу до моря чи океану.
Територія Нари відповідає історичній провінції Ямато. Саме тут зародилася японська державність і японський Імператорський рід, саме звідси поширювалися материкові буддизм і конфуціанство. Через це префектуру Нара часто називають «колискою Японії».
В Нарі збереглося багато пам'яток давнини, які внесені до Світової спадщини ЮНЕСКО. Серед них найвідомішими є Буддистські будівлі в окрузі Хорюдзі, культурні пам'ятки стародавньої Нари та святі місця та паломницькі шляхи гірського хребта Кії. Символами Нари є 30-метрова статуя Будди Вайрочани та дика сакура гір місцевості Йосіно.

## Географія

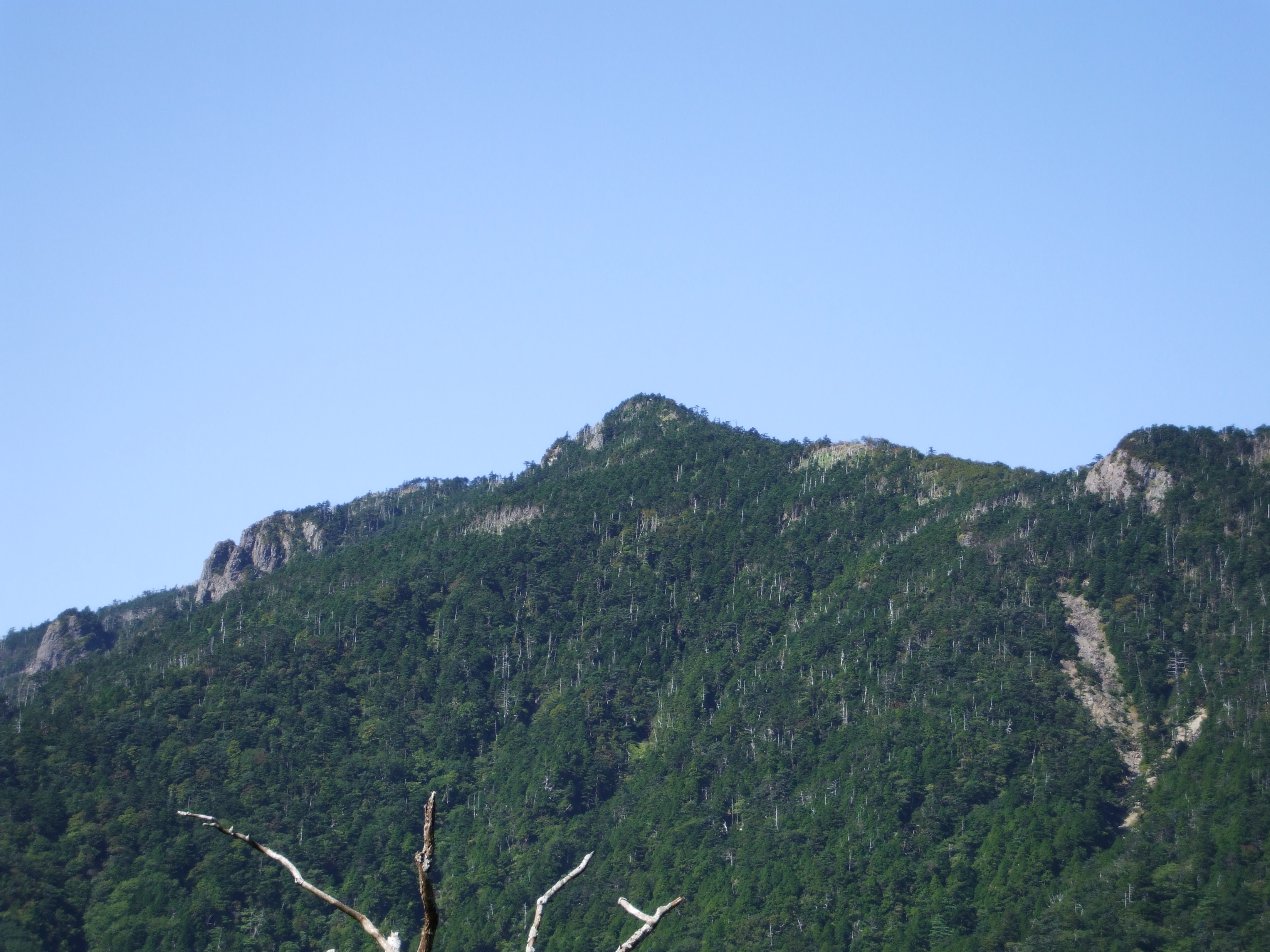
Найвища гора префектури Нара і регіону Кінкі — Хаккьо.

Префектура Нара розташована у регіоні Кінкі, в центральній частині півострова Кії на острові Хонсю. Вона не має виходу до моря і з усіх сторін оточена іншими префектурами: Кіото з півночі, Міє зі сходу, Вакаямою з півдня і заходу та Осакою з заходу.
Площа префектури Нара становить близько 3691,09 км². Протяжність префектури з півночі на південь становить 103,6 км, а з заходу на схід — 78,5 км. За площею Нара посідає 40-е місце у країні серед інших префектур, і є однією з найменших адміністративних одиниць префектурного рівня. Більшу частину її території займають гірські ліси, а придатна для проживання площа становить лише 851 км².
З заходу на схід, вздовж річки Йосіно, префектуру Нара перетинає серединна тектонічна лінія. На півночі від цієї лінії знаходиться так звана Внутрішня зона, краєвид якої задають північнопівденні дислокації. В ній розташовані гори Ікома, які є північно-західним кордоном з Осакою, та Нарська западина, що тягнеться з півночі на схід і є найбільш заселеним місцем префектури. На сході лежать гори Касаґі, які відділяють западину від передгір'я Ямато. 

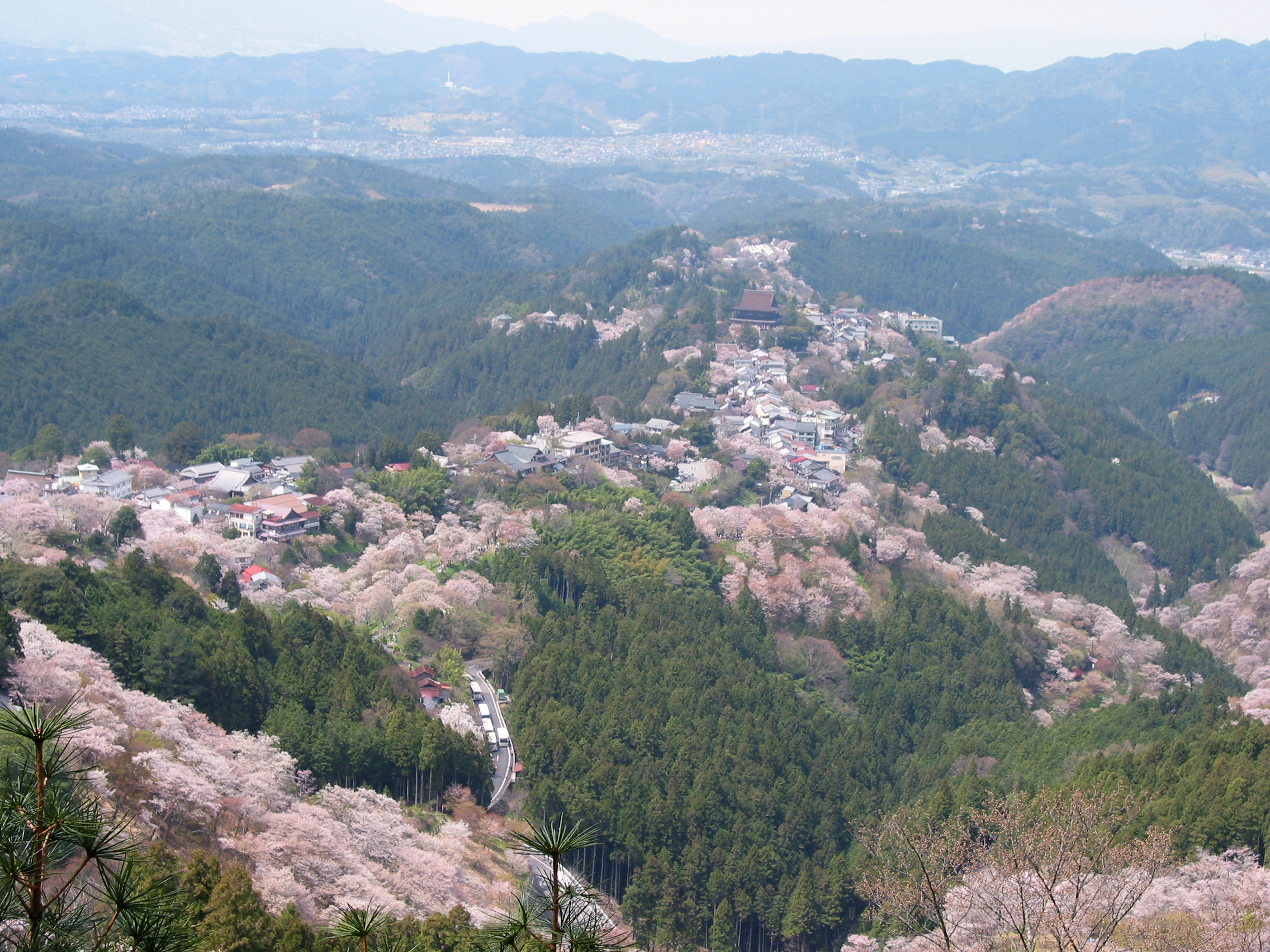
Цвітіння сакури на горі Йосіно на півдні префекутри.

На південь від тектонічних ліній розташована так звана Зовнішня зона, географічне становище гірського хребта Кії. Тамтешні гірські масиви займають 60% усієї території префектури. В центрі хребта заходиться гряда Оміне, яка тягнеться з півночі на південь і є стиснутою з обох боків крутими долинами. Її найвищою вершиною є гора Хаккьо, яка одночасно є найвищою горою префектури Нара і регіону Кансай. На заході лежить гірська гряда Обако, яка відділяє Нару від Вакаями. Середня висота гір гряди становить 1300 м. На сході кордоном з Міє служить гряда Дайко, найбільшою вершиною якої є 1695-метрова гора Одайґахара.
Клімат префектури Нара переважно вологий субтропічний. Існує незначна різниця в температурі повітря північної западини та південних гірських районів. Середньорічна температура повітря влітку становить 25 - 28 °C, а взимку — 3 — 5 °C. Літа дощові, а зими малосніжні. Середньорічна кількість опадів становить 3000 — 5000 мм, що є одним з найвищих показників в Японії. Нара славиться гарними пейзажами рожево-білої сакури навесні та червоногарячими кленами восени.

## Історія

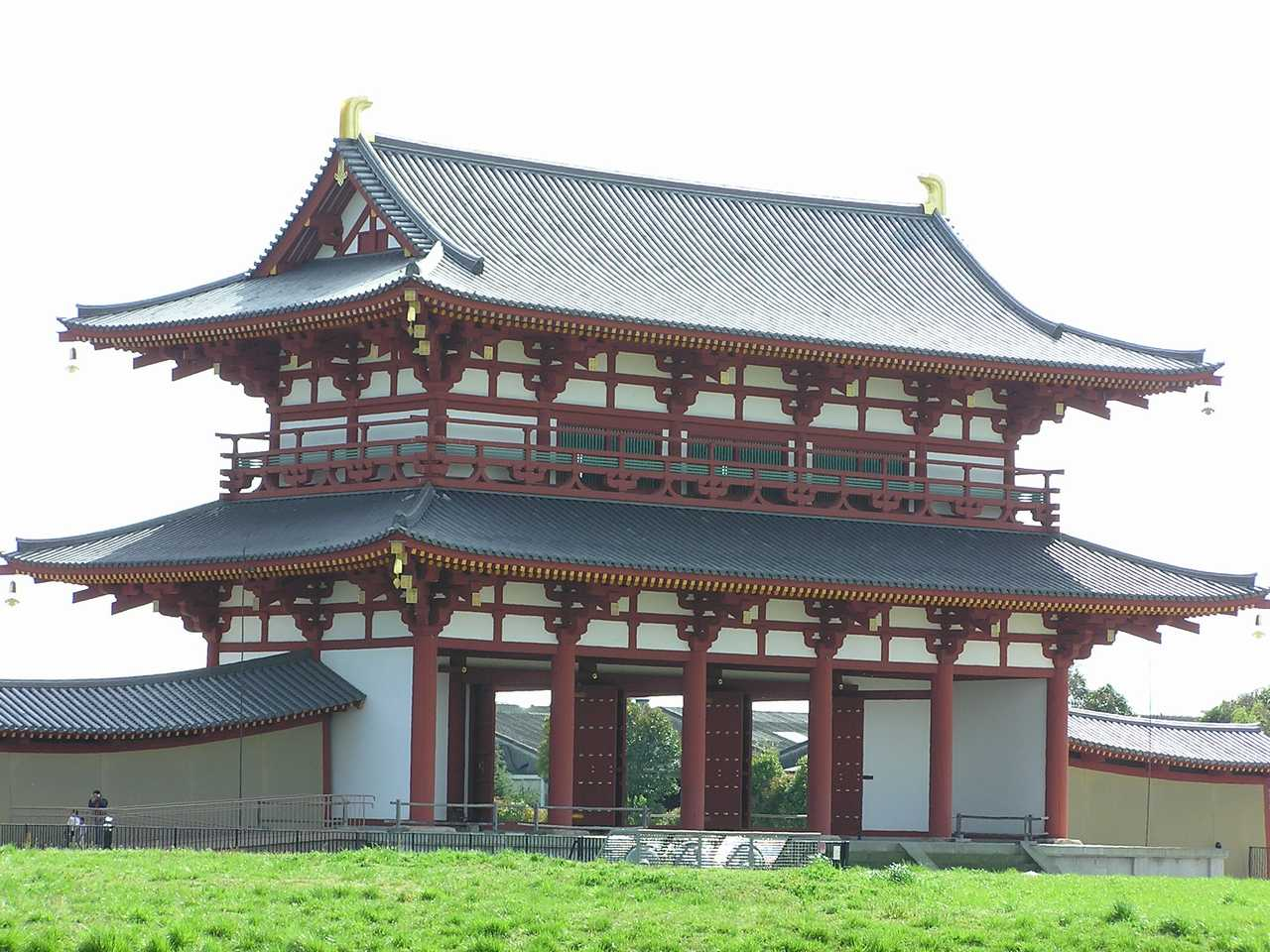
Реконструкція «Воріт червоного фенікса» — Судзакумон, головного входу до стародавньої столиці Хейдзьо-кьо.

Заселення території сучасної префектури Нара відбувалося в пізньому палеоліті. На кінець 1 тисячоліття до Р. Х. нової культури Джьомон розпочали господарське освоєння Нарської западини, а в 3 — 2 століттях до Р. Х. в регіоні поширили поливне рисівництво.
У 3 — 4 століттях на території Нари виникла держава Ямато. Вона керувалася вождем окімі та залежними від нього родами. Одночасно в Нарській рівнині з'явилися перші кургани, що служили гробницями цих вождів та його знатних підлеглих. У 5 — 6 століттях Ямато поширила свою владу на більшій частині Японського архіпелагу і вела активну зовнішню політику на Корейському півострові. Під впливом переселенців з останнього яматоська знать, очолювана родом Соґа, прийняла буддизм.
Знайомство Ямато з китайською системою управління підштовхнуло місцевий уряд до побудови правової і централізованої держави бюрократичного типу. Яматосці звели за китайським взірцем перші столиці Фудзівара-кьо (694—710) та Хейдзьо-кьо (710—784), створили розгалужений чиновницький апарат, впорядкували законодавство, змінили назву свої держави на «Японія», а вождя стали називати Імператором. Крім цього, вони спорудили в Хейдзьо-кьо великі буддистські монастирі Тодайдзі та Кофукудзі, які виконували роль культурно-наукових центрів країни. Також було проведено адміністративну реформу, в результаті якої землі Нари були об'єднані у провінцію Ямато.

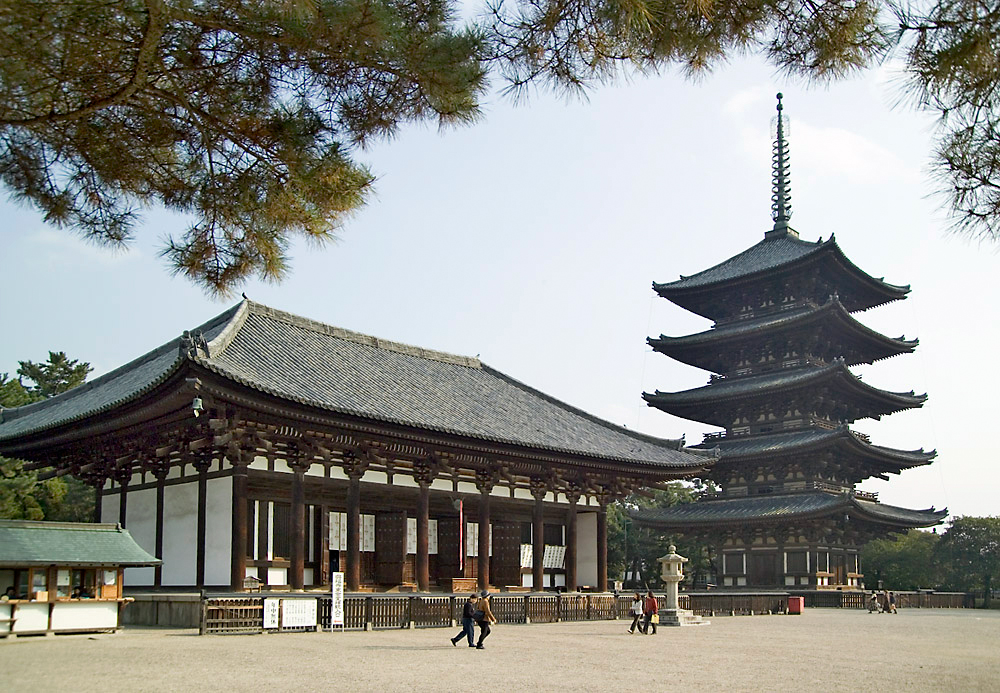
Пагода і храм монастиря Кофукудзі — одного з головних буддистських центрів Нари.

У 794 році столиця Японії була перенесена у Хейан-кьо, сучасне Кіото, тому землі Нари лишилися осторонь японської великої політики. Проте місцева буддистська спадщина сприяла поступовому перетворенню їх в один з найвпливовіших центрів японського буддизму. На 11 — 12 століття монастирі Тодайдзі та Кофукудзі створили власні армії озброєних ченців і використовували їх для тиску на центральну владу. Однак через часте втручання у державні справи обидві оселі були спалені самурайським родром Тайра в ході війни Тайра і Мінамото. Спроби відродити ці центри нарської культури були здійснені в часи Камакурського сьоґунату (1192–1333).
У середині 14 століття, у зв'язку з встановленням сьоґунату Муроматі, відбувся розкол Імператорського Дому на дві династії, під час якого одна з яких, так звана Південна, обрала своїм осередком район Йосіно на півні сучасної префектури Нара. Імператори цієї династії залишалися в Йосіно до 1392 року, коли єдність Дому була відновлена.

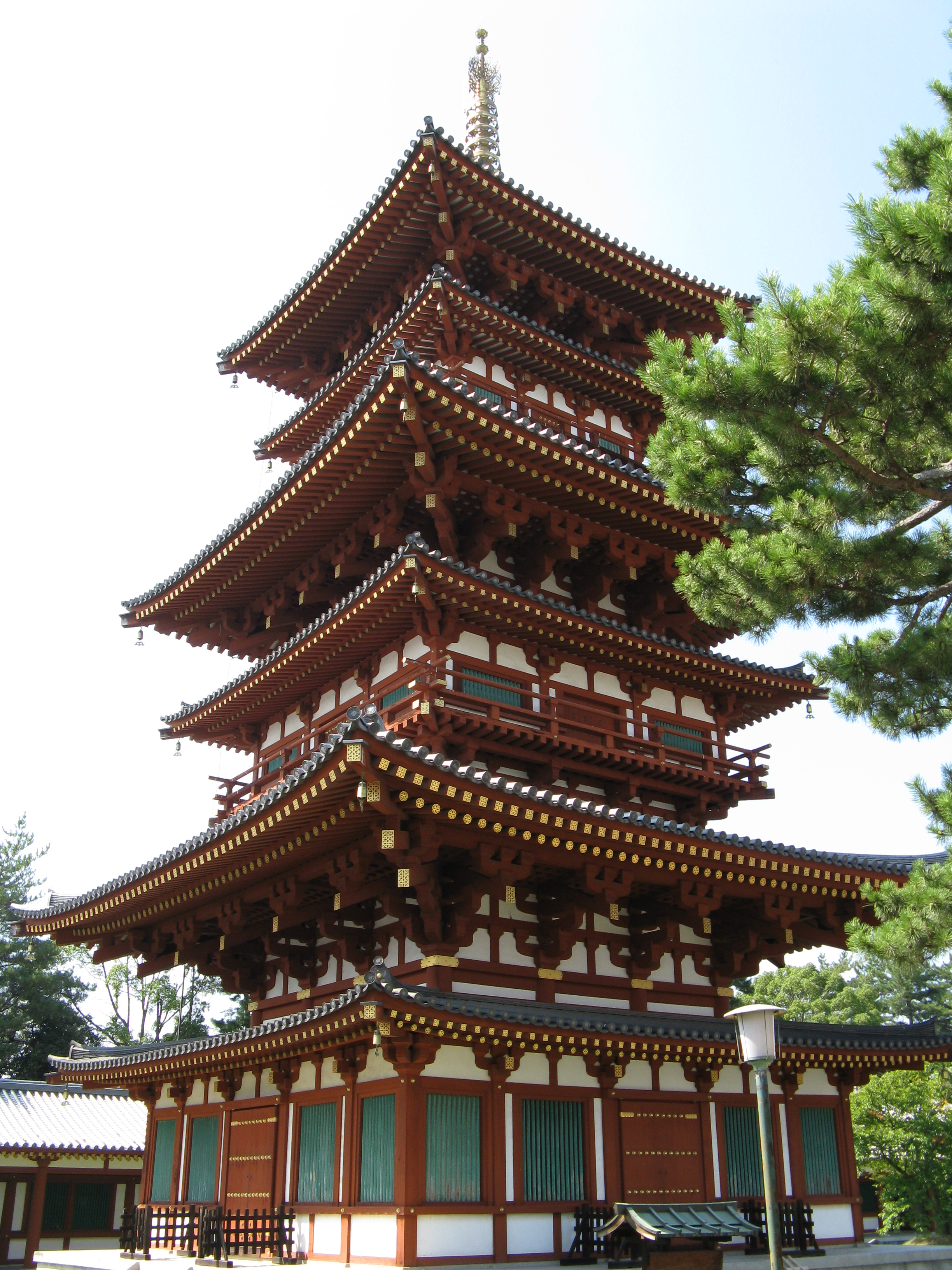
П'ятиярусна пагода монастиря Якусідзі в Нарі.

У 15 — 16 столітті Японія поринула в міжусобні війни, активну роль у яких грали самурайські володарі з Нари. Найвпливовішими з них були Мацунаґа Масахіде та Цуцуї Дзюнкей. Проте в ході об'єднання країни японськими полководцями Одою Нобунаґою, Тойотомі Хідейосі та Токуґавою Іеясу, ці регіональні володарі були ліквідовані або відсторонені від втручання у державні справи.
Після заснування сьоґунату Токуґава в 1603 році провінція Ямато була поділена на 15 автономних володінь — ханів. Найбільшим з них був Коріяма-хан. Частина земель провінції знаходилась під безпосереднім контролем самурайського уряду, для того щоби наглядати за стратегічно важливим регіоном, який знаходився поруч японської столиці. Протягом періоду Едо (1603–1867) яматоські хани поставляли на загальнонаціональний ринок товари для письма — туш, пензлі, папір, а також бавовну і рослинну олію.
Після реставрації в Японії прямого Імператорського правління 1868 року та адміністративної реформи 1871 року 15 ханів провінції Ямато були перетворені у префектури, а через декілька місяців об'єднані в одну префектуру Нара. У 1876 році останню приєднали до префектури Сакаї, а в 1881 році — до префектури Осака. 1887 року, завдяки діяльності громадських організацій, префектура Нара знову постала як самостійна адміністративна одиниця.
В часи Японської імперії Нара стала одним з головних центрів японського рисівництва, фармацевтики, харчової та текстильної промисловості. У 1892–1914 роках префектура була з'єднана з сусідніми Осакою і Кіото, що сприяло розвитку туризму та паломництва до численних буддистських пам'яток Нари. Попри відносну провінційність префектури й відсутність в ній стратегічно важливих підприємств японського військово-промислового комплексу, префектурний центр місто Нара зазнав бомбардувань ВПС Армії США в 1945 році.
Повоєнна префектура Нара розвивається як туристично-культурний центр Японії. Багато пам'яток внесенні до реєстрів Національних скарбів Японії. Міжнародної слави здобули об'єкти Світової спадщини ЮНЕСКО Буддистські будівлі в окрузі Хорюдзі (1993), культурні пам'ятки стародавньої Нари (1998) та святі місця та паломницькі шляхи гірського хребта Кії (2004).